# Geoffrey Kinyua
Geoffrey Kinyua Kamathi (1970) is een Keniaans langeafstandsloper.

## Loopbaan
Kinyua won in 1998 de marathon van Bordeaux, waar hij in 2:12.07 zijn persoonlijk beste tijd realiseerde. Vier jaar later zegevierde hij ook in de marathon van Belgrado, al bleef hij bij die gelegenheid met zijn tijd van 2:18.48 een stuk onder zijn PR-prestatie.

## Persoonlijke records
| Onderdeel      | Prestatie | Datum            | Plaats    |
| -------------- | --------- | ---------------- | --------- |
| 15 km          | 45.52     | 18 december 1999 | Nyahururu |
| 20 km          | 1:00.22   | 26 januari 1996  | Nanyuki   |
| halve marathon | 1:01.52   | 28 maart 1999    | Nice      |
| marathon       | 2:12.07   | 3 april 1998     | Bordeaux  |

## Palmares

### 10 km
- 1997:  Vitry-sur-Seine - 29.36
- 2000: 15e Mobile - 29.51

### 15 km
- 1999: 8e Nyahururu - 45.42

### halve marathon
- 1997:  halve marathon van Morlaix - 1:05.15
- 1999:  halve marathon van Nice - 1:01.52
- 1999: 8e Machakos - 1:06.13
- 2001:  halve marathon van Bristol - 1:05.08

### marathon
- 1996: 4e marathon van Soweto - 2:22.38
- 1997: 4e marathon van Stockholm - 2:19.35
- 1997: 5e marathon van Monte Carlo - 2:15.25
- 1998:  marathon van Bordeaux - 2:12.07
- 1998: 8e marathon van Reims - 2:16.06
- 1998: 10e marathon van Monte Carlo - 2:17.01\
- 1999: 15e marathon van Parijs - 2:12.29
- 1999: 12e marathon van Carpi - 2:22.37
- 2000: 13e marathon van Nashville - 2:17.32
- 2001: 37e marathon van Praag - 2:37.10
- 2001: 6e marathon van Dublin - 2:16.44
- 2002:  marathon van Belgrado - 2:18.48
- 2002: 4e marathon van Dublin - 2:16.01
- 2003:  marathon van Belfast - 2:17.16